# Grażyna Sikorska
Grażyna Sikorska (ur. 1956 w Warszawie) – polska urzędniczka i dyplomatka, ambasador RP w Czarnogórze (2011–2015) i dyrektor generalna służby zagranicznej (2015).

## Życiorys
W 1979 otrzymała z wynikiem bardzo dobrym dyplom magistra prawa na Wydziale Prawa i Administracji Uniwersytetu Warszawskiego. Rekomendowana przez Wydział, w listopadzie 1979 rozpoczęła staż w Ministerstwie Spraw Zagranicznych, po zakończeniu którego rozpoczęła pracę w Departamencie Konsularnym. W latach 1981–1983 ukończyła pozaetatową aplikację sędziowska w Sądzie Wojewódzkim w Warszawie, a w 1987 złożyła egzamin radcowski i została wpisana na listę radców prawnych. W latach 1987–1990 pracowała w ambasadzie RP w Bukareszcie na stanowisku II i I sekretarza ds. konsularnych, a od 1988 kierowniczki Wydziału Konsularnego Ambasady. Po powrocie z Bukaresztu kontynuowała pracę w MSZ jako radczyni prawna oraz prowadziła również własną kancelarię prawną w Milanówku. Na przełomie 1993 i 1994 pracowała w banku BIG Bank Gdański SA na stanowisku zastępczyni dyrektora Departamentu Prawnego. W 1995 powróciła do pracy w służbie zagranicznej i została skierowana do pracy w Konsulacie Generalnym RP w Malmö. Za swoją działalność w 2000 została na pożegnanie wyróżniona „Złotym Medalem Honorowym” zrzeszenia organizacji Polonijnych w Szwecji. Po powrocie do kraju objęła stanowisko radczyni prawnej w Biurze Dyrektora Generalnego MSZ i koordynowała pracę radców prawnych. W latach 2000–2001 ukończyła aplikację legislacyjną prowadzoną przez Kancelarię Prezesa Rady Ministrów. W sierpniu 2003 została skierowana do Ambasady RP w Ottawie, gdzie do 2008 kierowała Wydziałem Konsularnym. W 2008 ponownie została naczelniczką wydziału prawnego w Biurze Dyrektora Generalnego MSZ. W sierpniu 2010 wyznaczona została na stanowisko dyrektorki Biura Spraw Osobowych MSZ. Od 21 listopada 2011 do 22 lutego 2015 była Ambasadorem RP w Podgoricy. Od 23 lutego 2015 do grudnia 2015 była dyrektor generalną służby zagranicznej (w tym do 8 lipca 2015 jako pełniąca obowiązki). Następnie przeszła na emeryturę.
Opanowała języki: angielski i rosyjski. Mężatka, matka córki.